# 飛機總動員
《飛機總動員》（英語：Planes）是一部於2013年上映的美國動畫電影，它是2006年的動畫電影《汽車總動員》、2011年的續集《汽車總動員2》和《飛天拖線》的延伸作品。不過汽車總動員的原作公司皮克斯動畫不會製作本電影，由迪士尼卡通工作室製作。原本计划由迪士尼家庭娛樂以DVD和藍光碟形式在2013年秋天推出， 不過后来華特迪士尼影業定于2013年8月9日讓電影在戲院上映。這是迪士尼卡通工作室自2005年的《小熊維尼之長鼻怪大冒險》以來首部在電影院上映的作品。

## 劇情
故事讲述了一架喷洒农药的农场飞机德思奇整天幻想自己能参加飞行比赛，然后在同伴们的共同努力下实现自己的梦想并最终夺得飞行大赛的总冠军。

## 製作
雖然皮克斯動畫不會製作本電影，但是由於原作者尊·賴斯達現在負責迪士尼和彼思的所有創作，因此他仍然會是監製之一。
賴斯達對本電影有以下說法：
由於我們在探索《汽車總動員》的世界時非常歡樂，因此很自然地我們的想像力引領我們前往一個以飛機為主角的世界。擴闊了《反斗車王》的世界之後，《飛機總動員》給予了我們一個全新而又充滿歡樂的世界，還有一個推出奇妙的新角色的機會。迪士尼卡通工作室的製作團隊做得非常之好，創作了一個感人又富冒險、情感和幽默感的故事。我知道觀眾們都會喜歡跟我們的飛機們一起升空，他們將會感受到一種全新的動畫冒險。
在2011年8月20日，在D23博覽中，喬恩·克萊爾被公佈為主角Dusty的聲音演出者。不過計劃有變。最後由丹尼·庫克頂替。

## 角色

### 介绍
德思奇（Dusty Crophopper）
人稱飛天無比敵，一架空中農用机Tractor AT-802飞机，本电影主角。
威風隊長（Skipper Riley）
一架沃特F4U海盜战机老兵，德思奇的師傅。
斯巴克（Sparky）
一個贝蒂，威風隊長的助手。
香妮（Ishani）
一架印度的飛機，【Aero canard】的一架原型飛機，參賽選手。
查哥（Chug）
加油卡車，德思奇的好友。
多蒂（Dottie）
一個貝蒂，機械師，德思奇的助手。
鮑伯頓叔（Leadbottom）
雙翼機, 德思奇的工作夥伴。
羅謝爾（Rochelle）
一架加拿大的飛機，lear fan2100用雙發元素的改款型, 參賽選手, 艾爾·卓帕卡布拉的女友。
雷普斯林（Ripslinger）
一架改良版P-51D野馬戰機："Precious Metal"，常勝將軍, 連續三屆飛行大賽的冠軍, 本電影反派。
耐德與查德（Ned and Zed）
兩架紐西蘭的飛機，雷普斯林的助手。
老虎狗（Bulldog）
一架英國的DH.88彗星飛機，參賽選手。
艾爾·柏卡寶（El Chupacabra）
一架墨西哥的飛機。杜立德Gee Bee R-1型，達斯蒂的好友。
布拉沃（Bravo）
一架F/A-18E/F超級大黄蜂式打擊戰鬥機，威風隊長的新隊友
厄科（Echo）
一架F/A-18E/F超級大黄蜂式打擊戰鬥機，威風隊長的新隊友。
柯林·哥倫（Colin Cowling）
比賽旁述，一艘飛船。
躁爆（Roper）
飛行賽事評述員。
弗朗茨·費爾根豪澤恩（Franz aka Von Fliegenhosen）
一輛德國的飛行汽車，達斯蒂的粉絲。
布倫特·馬斯丹博格（Brent Mustangburger）
比賽旁述，是前《汽車總動員2》的人物。

### 配音员
| 配音                    | 配音                                                  | 配音   | 配音                          | 角色                                     |
| 美國                    | 台灣                                                  | 香港   | 中國大陆                      | 角色                                     |
| ----------------------- | ----------------------------------------------------- | ------ | ----------------------------- | ---------------------------------------- |
| 丹尼·庫克               | 李勇                                                  | 周俊偉 | 谢添天                        | 德思奇（Dusty Crophopper）               |
| 史戴西·基奇             | 林谷珍                                                | 周志輝 | 徐敏                          | 史戴西·奇屈（Skipper Riley）             |
| 丹尼·曼                 | 陳宗岳                                                | 盧俊豪 | 沈威達                        | 斯巴克（Sparky）                         |
| 佩麗冉卡·曹帕拉         | 劉小芸                                                | 董菁蓓 | 唐夙凌                        | 香妮（Ishani）                           |
| 布拉德·加雷特           | 梁興昌                                                | 姜皓文 | 夏磊                          | 查克（Chug）                             |
| 泰瑞·海契               | 丘梅君                                                | 陳樂珈 | 冯骏骅                        | 多蒂（Dottie）                           |
| 塞德里克·凯尔斯         | 佟紹宗                                                | 葉振聲 | 符沖                          | 鮑伯頓叔（Leadbottom）                   |
| 茱莉亚·路易斯-德瑞弗斯  | 龍顯蕙                                                | 莊巧兒 | 張昱                          | 羅謝爾（Rochelle）                       |
| 羅傑·克雷格·史密斯      | 康殿宏                                                | 楊啟健 | 海帆                          | 雷普斯林（Ripslinger）                   |
| 加布里埃爾·伊格萊西亞斯 | 佟紹宗 張宇豪                                         |        | 黑石稔（耐德） 孟祥龍（查德） | 耐德與查德（Ned and Zed）                |
| 约翰·克里斯             | 陳旭昇                                                | 陳健豪 | 樊俊航                        | 老虎狗（Bulldog）                        |
| 卡洛斯·阿拉茲拉奎       | 姜先誠                                                | 黎家希 | 孙晔                          | 艾爾·柏卡寶（El Chupacabra）             |
| 方·基默                 | 陳旭昇                                                |        | 符沖                          | 布拉沃（Bravo）                          |
| 安東尼·愛德華           | 符爽                                                  | 李家輝 | 樊俊航                        | 厄科（Echo）                             |
| 考林·卡爾赫德           | 符爽                                                  |        | 張鵬飛                        | 柯林·哥倫（Colin Cowling）               |
| 仙巴                    | 夏治世                                                | 辛偉強 | 張鵬飛                        | 躁爆（Roper）                            |
| 奧利弗·卡爾科菲         | 夏治世                                                | 黃積權 | 劉垚                          | 法蘭（Franz aka Von Fliegenhosen）       |
| 布倫特·穆斯伯格         | 陳旭昇                                                | 馬啓仁 | 蘇鑫                          | 布倫特·馬斯丹博格（Brent Mustangburger） |
| 约翰·拉岑贝格尔         | 楊少文                                                |        |                               | 哈蘭德（Harland）                        |
| 巴爾尼·哈爾伍德         |                                                       |        |                               | 天空凸輪1（Sky Cam 1）                   |
|                         | 劉安 徐偉翔 馬伯強 王辰驊 張乃文 連思宇 孫若薇 梁伯淮 |        |                               |                                          |

## 發行
《飛機總動員》本來只是以錄像形式於2013年秋天推出北美州市場，不過迪士尼決定在2013年8月9日安排在北美的電影院上映。香港和台灣都也會在8月上映。

### 评价
媒体综评38分，烂番茄新鲜度24%，收获大多差评。
美媒主要评价：“整部影片好似一个长达90分钟的大广告”，“很明显是一个打算直接发行DVD而不公映的作品，后来硬是被扩充内容赶鸭子上架，很多地方非常生硬”，“整部影片缺乏新意和创意，不过出色的画面配比和令人惊异的空中特效还是异常出彩”，“动画版“捍衛戰士”果然名不虚传，不过这也只是特技层面而言”。
都市日報的熊秉文說：「對於愛好迪士尼動畫的朋友來說，《飛機總動員》就跟《汽車總動員》沒兩樣，你仍然會收穫，我反而期待明年暑假上映的《飛機總動員》延續篇《Planes: Fire & Rescue》，看看當故事跳出了競賽的框框，可以飛得多高多遠？還有甚麼突破？」

### 票房
美国首周末收获2252万美元居第三位。
香港上映4天，票房收穫$3,949,270港幣。

## 外部連結
- 開眼電影網上《飛機總動員》的資料（繁體中文）
- 豆瓣电影上《飛機總動員》的資料 （简体中文）
- 时光网上《飛機總動員》的資料（简体中文）
- AllMovie上《飛機總動員》的资料（英文）
- 爛番茄上《飛機總動員》的資料（英文）
- Box Office Mojo上《飛機總動員》的資料（英文）
- TCM电影资料库上《飛機總動員》的资料（英文）
- Metacritic上《飛機總動員》的資料（英文）
- 互联网电影数据库（IMDb）上《飛機總動員》的资料（英文）